# Glenea pseudornatoides
Glenea pseudornatoides är en skalbaggsart som beskrevs av Stefan von Breuning 1968. Glenea pseudornatoides ingår i släktet Glenea och familjen långhorningar.
Artens utbredningsområde är Laos. Inga underarter finns listade i Catalogue of Life.